# شتيفان هيل

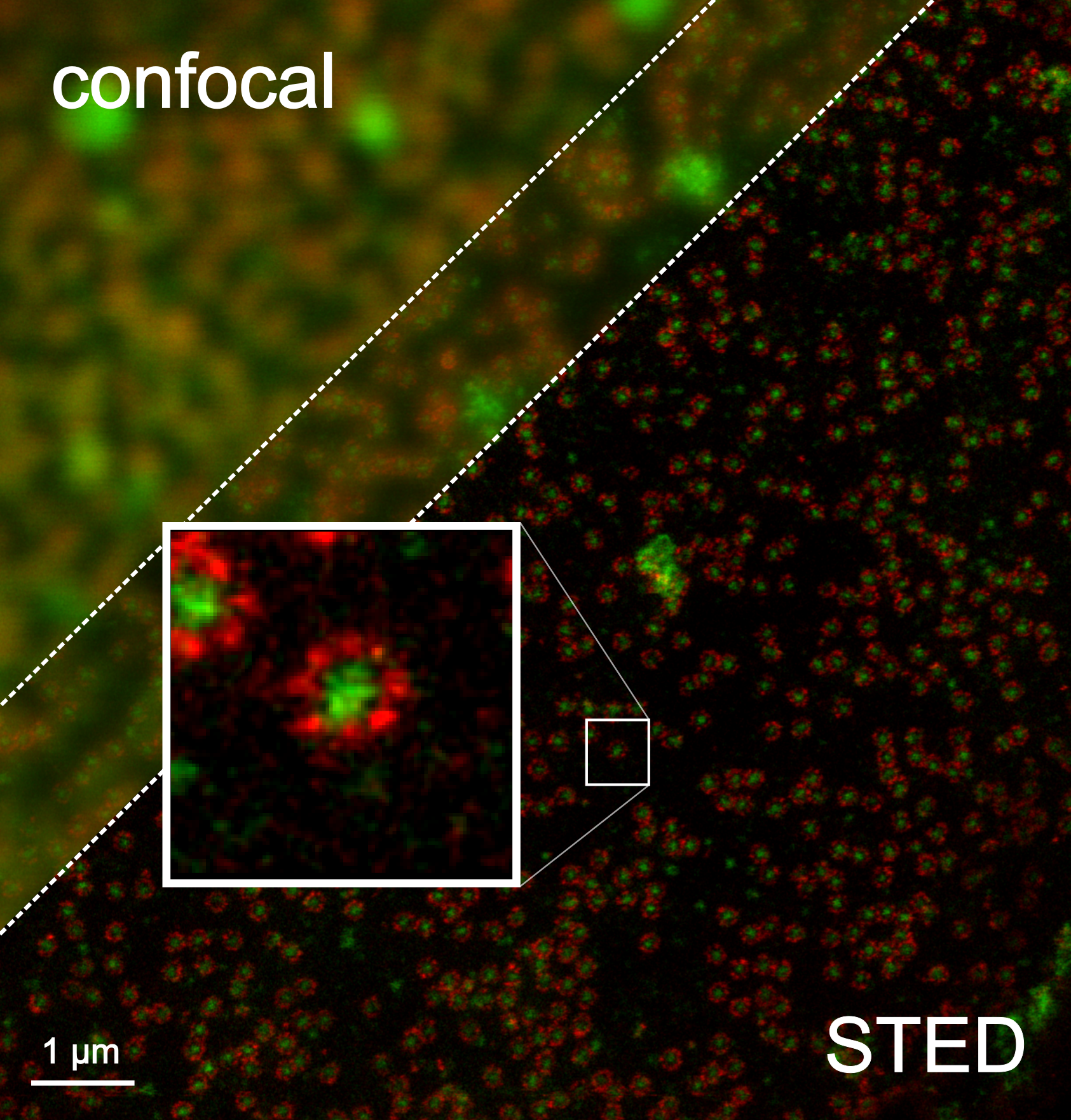
صورة البروتينات من مجمع المسام النووي باستخدام الفحص المجهري STED

شتيفان هيل (بالألمانية: Stefan Hell) ولد في 23 ديسمبر 1962 هو عالم فيزياء ألماني ولد في رومانيا، أحد مديري معهد ماكس بلانك للكيمياء الفيزيائية الحيوية في غوتينغن، ألمانيا. حصل على جائزة كافلي في علم النانو عام 2014 «للمساهمات التحويلية في مجال النانو البصريات التي كسر المعتقدات القديمة حول قيود وحدود قرار من المجهر الضوئي والتصوير»، مع توماس إيبسن وجون بندري وحصل على جائزة نوبل في الكيمياء في عام 2014«لتطوير المجهر الفلوري ذو الدقة العالية.»، مع إيريك بيتزيغ وويليام مورنر.

## روابط خارجية
- ستيفان هيل على موقع IMDb (الإنجليزية)
- ستيفان هيل على موقع الموسوعة البريطانية (الإنجليزية)
- ستيفان هيل على موقع مونزينجر (الألمانية)